# Stadtbad (Leipzig)

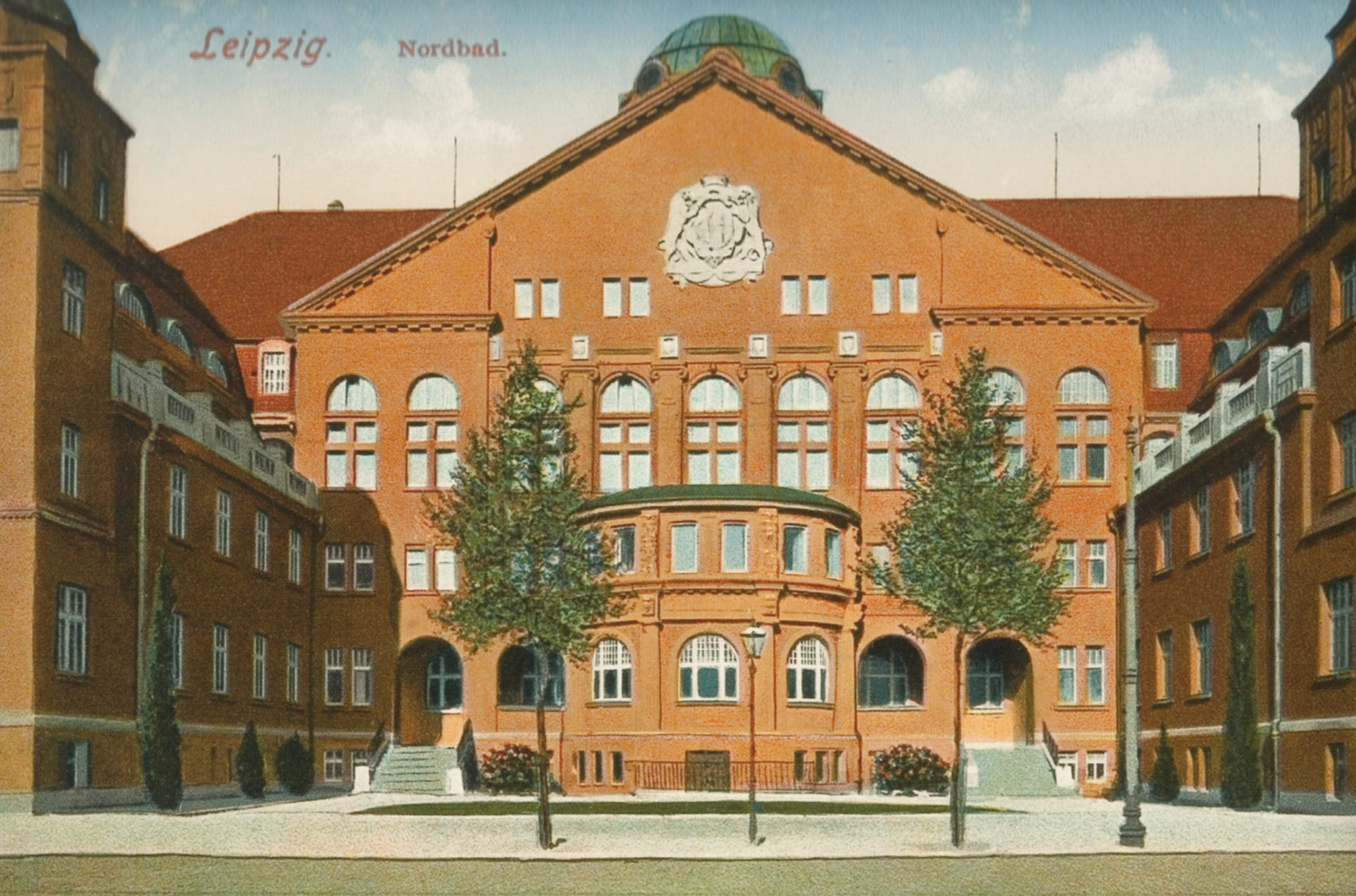
Das Stadtbadt 1919 (damals noch Nordbad)

Das Stadtbad ist ein 88 Jahre lang als Hallenbad genutztes Gebäude in der Nordvorstadt von Leipzig. Im Jahr 2004 wurde der Badebetrieb wegen baulicher Mängel eingestellt. Eine Förderstiftung bemüht sich um Sanierung und Wiederbelebung des Hauses.

## Lage und Baubeschreibung
Das Stadtbad befindet sich an der westlichen Seite der vom Zentrum als Ausfallstraße nach Norden führenden Eutritzscher Straße mit der Hausnummer 21 im Ortsteil Zentrum-Nord.
Das im Jugendstil errichtete Gebäude ist eine Dreiflügelanlage mit einem von der Straße zurückgesetzten Mittelteil. Dieses zentrale Hauptgebäude besitzt einen halbrunden Vorbau und wird von einem Turmaufbau gekrönt. Seinen Dreiecksgiebel ziert ein von zwei Löwen gehaltenes Stadtwappen.
Das Stadtbad verfügte über zwei voneinander getrennte Schwimmhallen für Frauen und Männer. Die Männerschwimmhalle war dabei mit 32 Metern mal 12 Metern etwas größer, verfügte über ein 3-Meter-Sprungbrett und eine Wellenanlage für bis zu einen Meter hohe Wellen, der ersten in Europa in einem Hallenbad. Es gab  medizinisch-therapeutische Angebote, wie Wannen- und Schwitzbäder, und zwei getrennte Saunabereiche. Ein architektonischer Höhepunkt war die Damensauna im islamisch-maurischen Stil. Prächtige Säulen und Bögen, filigrane Muster mit Goldverzierungen sowie dekorative Wandmosaike zierten die Räumlichkeiten.
|  |  |

## Geschichte
Im 19. Jahrhundert gab es in Leipzig bereits mehrere privat betriebene Hallenbäder, wie das Sophienbad in der Dorotheenstraße (ab 1912 Otto-Schill-Straße) und das Dianabad in der Langen Straße. Die Stadt betrieb nur ein einfaches Bad mit Wannen, Duschen und Sauna innerhalb des alten Jacobshospitals in der Rosentalgasse. Dieses wurde 1906 geschlossen.
1912 begann der Bau in der Eutritzscher Straße nach Plänen von Otto Wilhelm Scharenberg. Die Bauplastik ging auf Entwürfe von Mathieu Molitor zurück. Die zunächst als Nordbad bezeichnete Einrichtung wurde am 15. Juli 1916 in Betrieb genommen.
Nach dem Zweiten Weltkrieg konnte das Bad wieder in Betrieb genommen werden. In den 1980er-Jahren gab es umfangreiche Restaurierungen hauptsächlich im Inneren des Gebäudes. Dennoch musste das Stadtbad wegen baulicher Mängel im Juli 2004 schließen. 2005 beauftragte der Leipziger Stadtrat die Verwaltung, das Gebäude zu veräußern. Ein Vermarktungsversuch im Jahr 2007 fand keinen Investor. Mit Mitteln des Bundes aus dem Konjunkturpaket II erfolgte von 2010 bis 2012 die energetische Dachsanierung einschließlich der Gewölbedecken.
Gegen den weiteren Verfall haben die Kommunalen Wasserwerke Leipzig 2006 eine Förderstiftung ins Leben gerufen, die sich für die Sanierung und Wiederbelebung des Bades einsetzt. Es werden sporadisch Veranstaltungen verschiedener Art in Teilen des Gebäudes durchgeführt. So findet ein Teil des Programms des Wave-Gotik-Treffens hier statt. Seit dem 1. März 2013 besteht zwischen der Stadt Leipzig und der Förderstiftung ein unbefristetes Mietverhältnis.

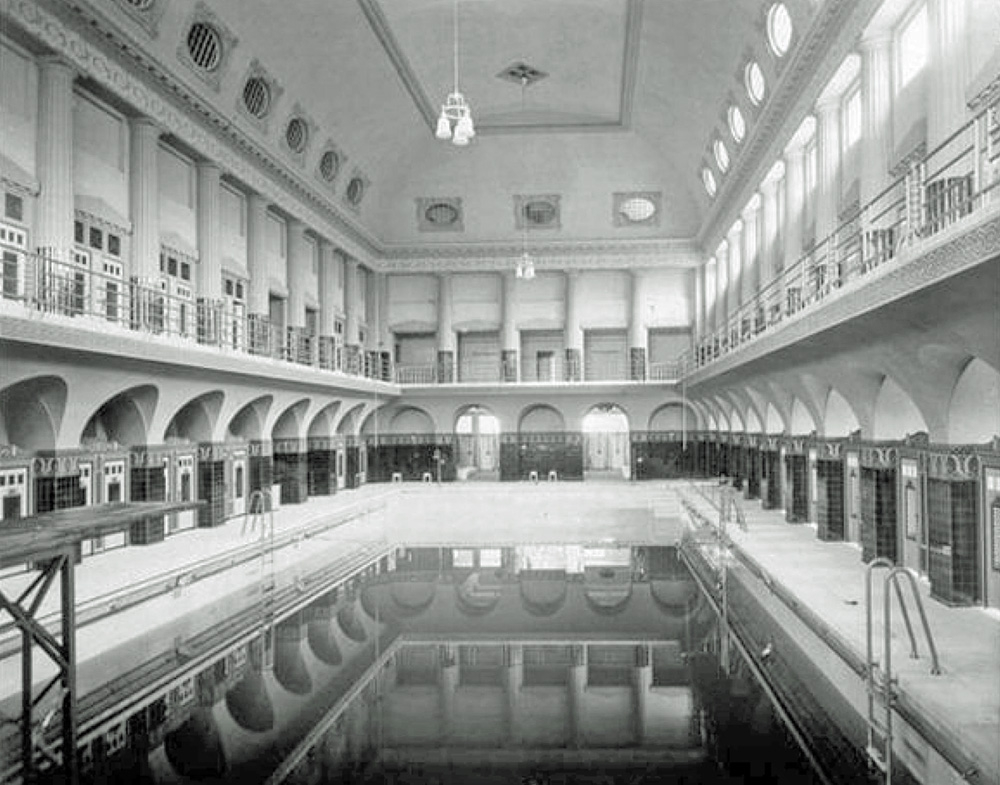
Herrenschwimmhalle (1916)
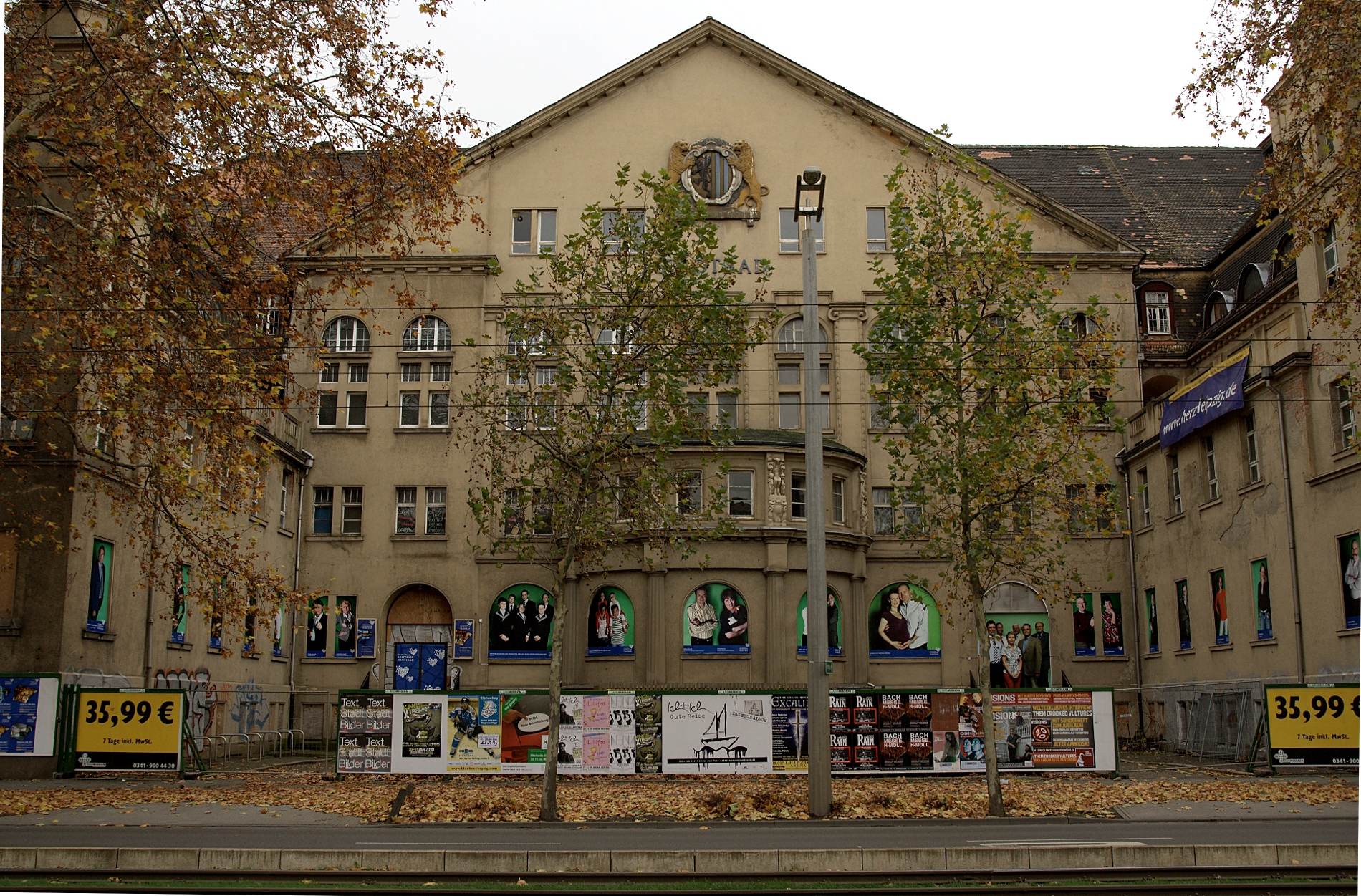
Ansicht (2009)
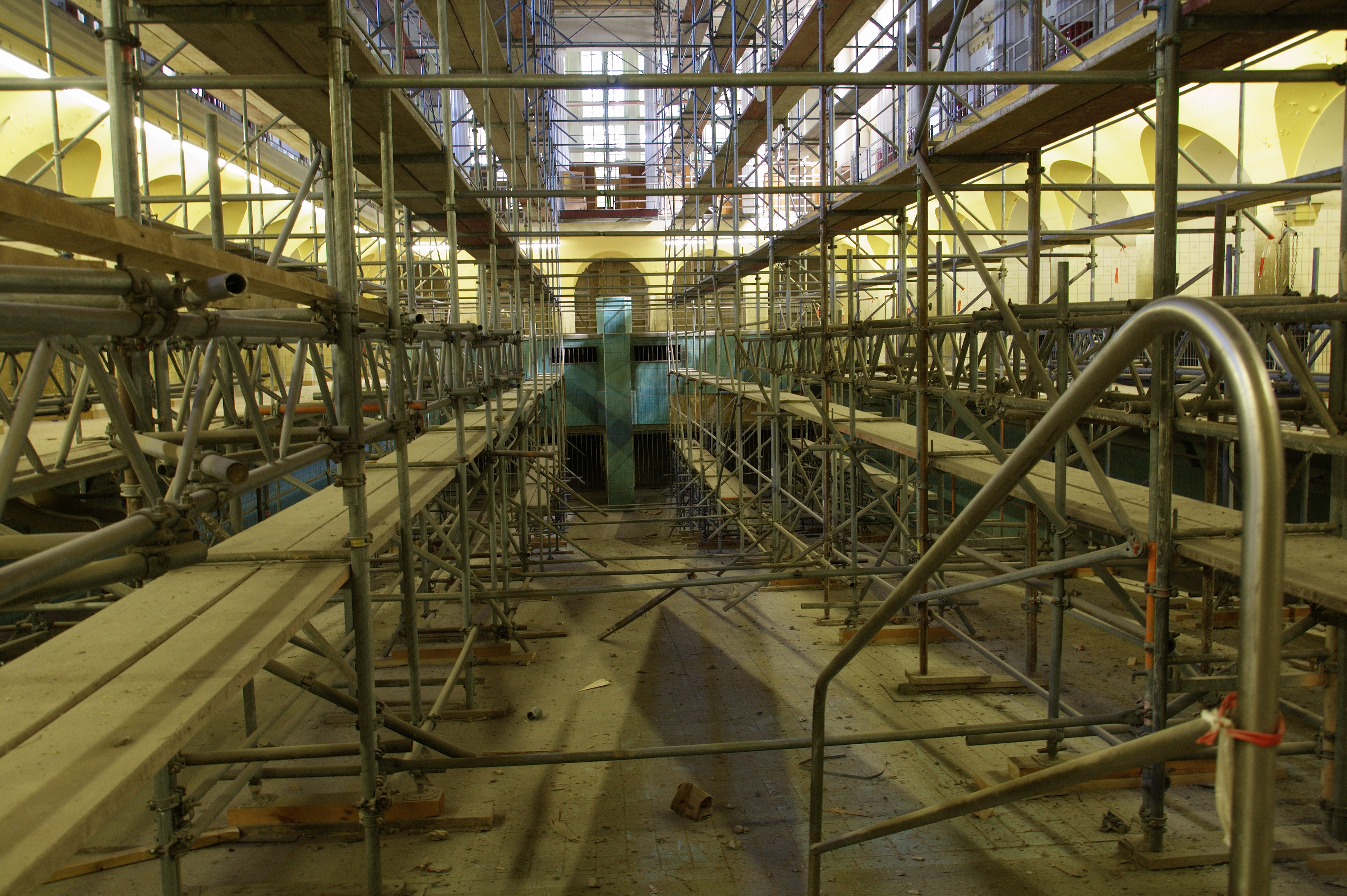
Herrenschwimmhalle Sanierung (2011)
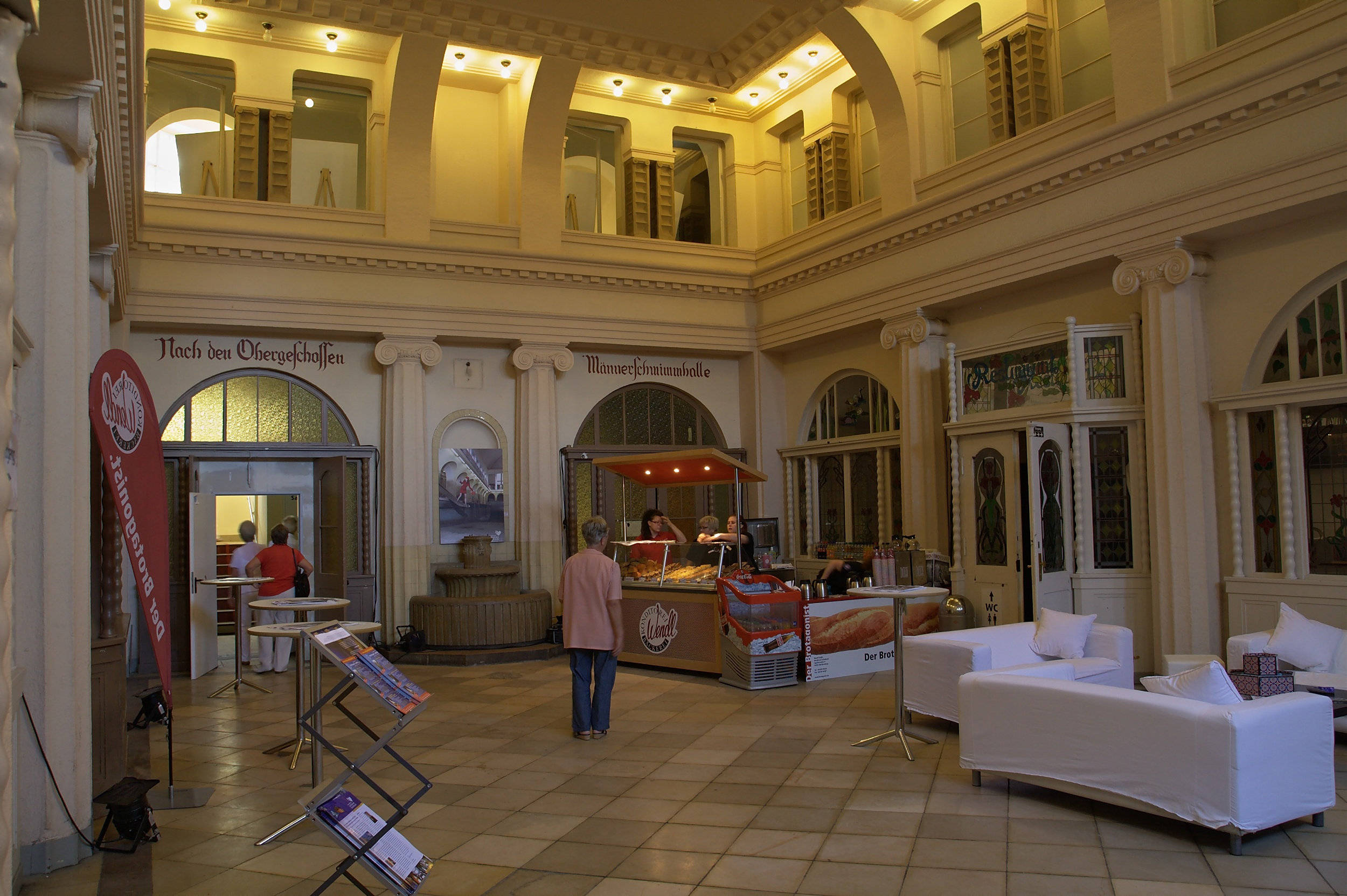
Eingangsbereich (2011)
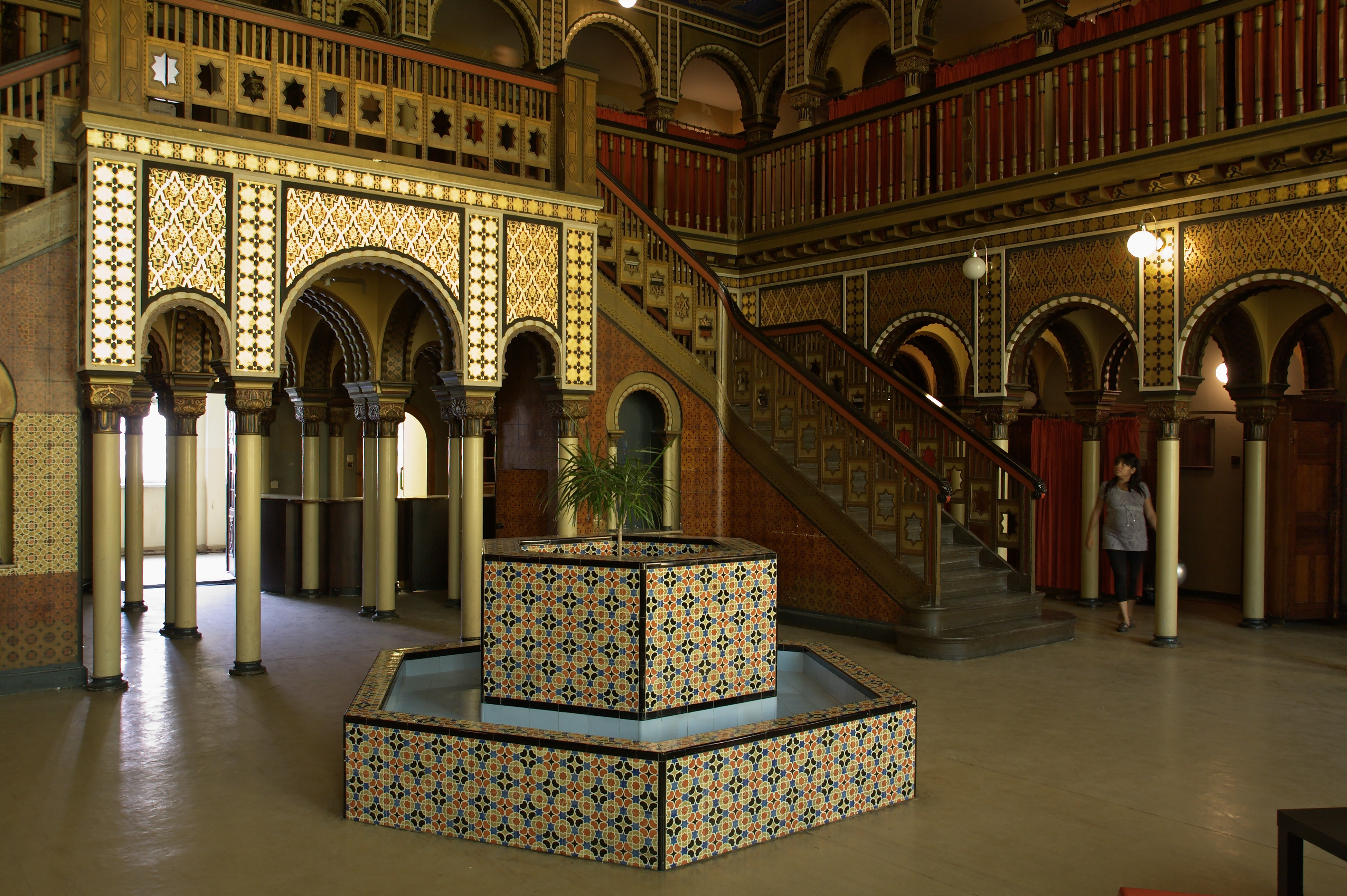
Saunavorraum (2011)
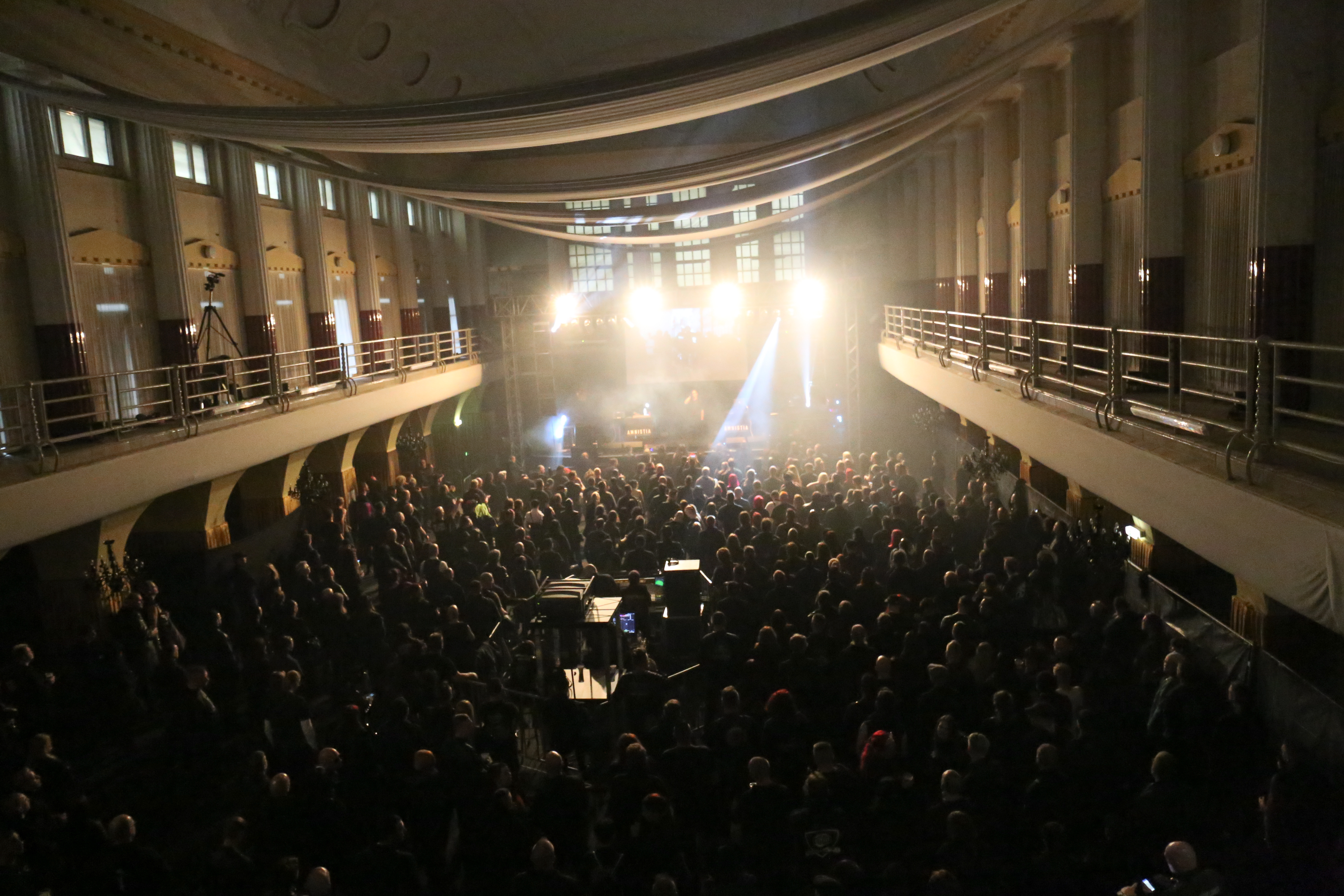
Männerhalle während des WGT 2016

## Vorhaben
Die Verkaufsabsichten wurden (Stand: Juni 2021) fallengelassen. Stattdessen will die Stadt Leipzig das Stadtbad denkmalgerecht sanieren und, zumindest teilweise, als Sportstätte nutzen. Eine Unterbringung der Sportbäder Leipzig GmbH in dem Gebäude wird geprüft.